# Las Ánimas (Guanajuato)
Las Ánimas es una localidad del estado mexicano de Guanajuato. Es parte del municipio de Pénjamo.

## Demografía
| Gráfica de evolución demográfica |
|                                  |

| Censo | Población |
| ----- | --------- |
| 1900  | 269       |
| 1910  | 344       |
| 1921  | 163       |
| 1930  | 337       |
| 1940  | 366       |
| 1950  | 379       |
| 1960  | 499       |
| 1970  | 607       |
| 1980  | 521       |
| 1990  | 840       |
| 2000  | 1 028     |
| 2010  | 1 063     |
| 2020  | 1 149     |